# Astley (Warwickshire)
Astley – wieś w Anglii, w hrabstwie Warwickshire, w dystrykcie North Warwickshire. Leży 25 km na północ od miasta Warwick i 147 km na północny zachód od Londynu. Miejscowość liczy 219 mieszkańców.